# Far from the Madding Crowd (2015)
Far from the Madding Crowd (bra: Longe Deste Insensato Mundo; prt: Longe da Multidão) é um filme britano-estadunidense de 2015, do gênero drama romântico, dirigido por Thomas Vinterberg com roteiro de David Nicholls baseado no romance homônimo de Thomas Hardy.

## Sinopse
Em Dorset, 1827, a jovem Bathsheba Everdene passa por dificuldades financeiras mas recusa se casar com o criador de ovelhas Gabriel Oak, o que lhe garantiria o sustento. Quando ela herda uma fazenda do tio, resolve assumir a administração da propriedade — algo impensado para uma mulher na era vitoriana.

## Elenco
- Carey Mulligan ... Bathsheba Everdene
- Matthias Schoenaerts ... Gabriel Oak
- Michael Sheen ... William Boldwood
- Tom Sturridge ... sargento Frank Troy
- Juno Temple ... Fanny Robin
- Jessica Barden ... Liddy
- Sam Phillips ... sargento Doggett
- Tilly Vosburgh ... sra. Hurst
- Rowan Hedley ... Maryann Money
- Chris Gallarus ... Billy Smallbury
- Connor Webb ... mercador
- Penny-Jane Swift ... sra. Coggan